# Aleandro Baldi
Aleandro Baldi, cuyo nombre real es Aleandro Civai (Greve in Chianti, 11 de abril de 1959), es un cantautor italiano.

## Inicios
Multiinstrumentista y cantautor, ciego de nacimiento, fue descubierto por Giancarlo Bigazzi. Inició su carrera de cantautor en 1986 participando en el Festival de San Remo con su composición La nave va, que le llevó a obtener el segundo puesto en la sección juvenil.
En marzo de 1987 publicó su primer álbum «Aleandro Baldi», compuesto con Maurizio Fabrizio, Raf y Bigazzi. Ese verano, Baldi gana la sección juvenil del concurso de televisión Un disco per l'estate (Un disco para el verano) con La curva dei sorrisi (La curva de las sonrisas). En 1989 regresó al Festival de San Remo para presentar su canción E sia cosi (Que así sea) que dio título a su segundo álbum y que ocupó el tercer lugar en la sección Promesas.

## Años 90

### Victoria en el Festival de San Remo
Su consagración llega en 1992, al ganar, junto a Francesca Alotta, en la cuadragésima edición de San Remo en la categoría Nuevas propuestas, con la canción escrita por el propio Baldi, Non amarmi (No me ames). La canción, incluida en el álbum Il sole alcanzó un gran éxito, permaneciendo en las listas de éxitos durante varios meses y ocupando la primera posición durante doce semanas. Ocho años después fue traducida al español e interpretada por Jennifer López y Marc Anthony.
En esa misma edición del festival, Fausto Leali interpretó la canción Perché, obra de Baldi. También en 1992 Baldi gana con Il sole el certamen «Un disco per l'estate» y el concurso de televisión «Il nuovo Cantagiro», emitido por RAI 2.
En 1994 volvió a participar en San Remo, obteniendo la victoria en la sección Campioni, con la canción Passerà, escrita por él y que se incluiría en el álbum Ti chiedo onestà (Te pido honestidad). El mismo año se publicó Il sole dentro, su primer libro enteramente autobiográfico, escrito en colaboración con el periodista Marcello Lazzerini. En el libro relata su infancia en el «Instituto para Ciegos de Reggio Emilia», que él llama «il gabbione» (el gavión).
En mayo de 1995 participó en el Festival «Viva Napoli» con la canción Lacreme napulitane, quedando en segundo lugar. En 1996 volvió a subir al escenario del Festival de San Remo, esta vez junto a Marco Guerzoni con la canción Soli al bar. La canción quedó en octavo lugar y obtuvo el premio «Familia Cristiana». Tras el lanzamiento del disco Tu sei me, el cantautor se retiró temporalmente de los estudios de grabación.

## Años 2000
En 2002 publicó la colección Il migliore e il nuovo, del que se extrajo el sencillo I care, canción dedicada a Lorenzo Milani. El álbum contiene una visión completa del mundo musical de Baldi: desde grandes éxitos como Non amarmi y Passerà, hasta cinco títulos inéditos, entre ellos Ninna nanna 'e mare escrita para él por Federico Salvatore en el año 2001 para el Festival de Nápoles.
En 2005, Baldi lanzó el sencillo La blussanova que supuso un cambio respecto a su estilo clásico, gracias también al quinteto de jazz que lo acompañó, formado por Massimo Moriconi (contrabajo), Luciano Zadro (guitarra), Stefano Nanni (piano) y Giancarlo Nanni (batería) junto a Danilo Rossi (primer viola solista de la Orquesta filarmónica de La Scala de Milán).
En 2005 participó en el disco homenaje para recordar a Pierangelo Bertoli tres años después de su muerte. El álbum recoge 14 canciones interpretadas por algunos de los artistas más importantes de la escena musical italiana, que repasaron algunas canciones famosas de Bertoli, releyéndolas en clave personal.
En 2000, la versión en español No Me Ames de Non Amarmi vendió 8 millones de copias. El cuarteto Il Divo reinterpretó Passerà en 2004, vendiendo más de 3 millones de álbumes. En 2007, Baldi volvió a grabar y lanzó Liberamente tratto, su primer álbum sin la colaboración de Bigazzi.
La producción corrió a cargo de Marco Luca Massini, coautor de las canciones y de Maurizio Bozzi que se encargó de los arreglos junto con Marco Pezzola. Para el lanzamiento del álbum se publicó el sencillo Ricomincio da qui.
Ese mismo año se comenzó a representar Liberamente jazz, espectáculo teatral en el que Baldi, acompañado por una banda de jazz, recorre su carrera a través de arreglos creados para la ocasión. Las canciones interpretadas son las de las nuevas producciones contenidas en el disco Liberamente tratto, junto a éxitos como La nave va», Non amarmi, Soli al bar y Passerà en una versión absolutamente nueva. Los músicos Maurizio Bozorius Bozzi (bajo), Daniele Malvisi (saxo), Cosimo Marchese (batería) y Marco Pezzola (piano) actúan en el escenario con el artista.
En otoño de 2008 participó en los siete episodios del programa de la Rai 1 Volami nel cuore. En noviembre del mismo año participó como invitado en el 51 «Zecchino d'Oro» cantando Le piccole cose belle (Las pequeñas cosas hermosas) junto con Alice Risolino. En octubre de 2009, durante la 15 edición del festival de canto «Premio Mia Martini», recibió el premio especial por haber llevado la música italiana por el mundo.

## Años 2010
En la primavera de 2010 se publicó el disco Italian love song con el sello Drycastle Records. El álbum está compuesto por nueve versiones de canciones italianas de 1975 a 1980. Ese mismo se graduó en guitarra en el conservatorio con la nota máxima.
En febrero de 2012, con motivo del Día Nacional del Braille, participó en el videoclip de Un brivido (Un escalofrío). La pieza ya había sido premiada por el Instituto G. Gaslini de Génova por la importancia del tema social tratado.
Durante esa época estudió musicoterapia, periodo durante el cual conoció a Riccardo Azzurri, con quien inició un proyecto que incluía un homenaje a su ciudad natal, Florencia. En la primavera de 2014, los dos presentaron Firenze Madre, una canción escrita por ambos. El 19 de mayo los dos cantautores actuaron en el estadio Artemio Franchi de Florencia ante 40.000 personas.
En 2014 participó en varias ediciones del programa de entrevistas «Domenica in» de RAI 1, participando en el concurso de canto «Ancora volare», donde ocho parejas formadas por grandes de la canción italiana y jóvenes talentos se desafiaban interpretando éxitos contemporáneos y del pasado.
En 2016 regresó a la televisión con Francesca Alotta en Rai 1 para la nueva edición de «I migliori anni» («Los mejores años»), programa presentado por Carlo Conti.

## Discografía
- 1987 - Aleandro Baldi
- 1989 - E sia così
- 1992 - Il sole
- 1994 - Ti chiedo onestà
- 1996 - Tu sei me
- 2002 - Il meglio e il nuovo
- 2007 - Liberamente tratto
- 2010 - Italian Love Songs